# Guilliers
Guilliers en idioma francés y oficialmente, Gwiler-Porc'hoed en bretón,  es una localidad y comuna francesa en la región administrativa de Bretaña, en el departamento de Morbihan y el  Pays de Porhoët. 
La economía local se basa principalmente en la artesanía y la agricultura

## Demografía
| 1820 | 1509 | 1312 | 1213 | 1207 | 1216 |
| Para los censos de 1962 a 1999 la población legal corresponde a la población sin duplicidades (Fuente: INSEE [Consultar]) |      |      |      |      |      |

## Lugares de interés
- Iglesia Notre Dame du Tertre